# Nick Diaz
Nicholas Robert Diaz, även Nick Diaz, född 2 augusti 1983 i Stockton, Kalifornien, är en amerikansk utövare av mixed martial arts (MMA). Han är av mexikanskt ursprung.
Han är den före detta mästaren i Strikeforces welterviktsdivision och har tävlat i Amerikanska UFC, WEC och EliteXC samt japanska Pride och DREAM. Diaz fick svart bälte i brasiliansk jiu-jitsu den 8 maj 2007. Diaz tränar på Cesar Gracie Jiu-Jitsu Academy i Pleasant Hill, Kalifornien  tillsammans med andra MMA fighters, däribland Nicks yngre bror Nate Diaz och Jake Shields samt Gilbert Melendez. Diaz har aldrig blivit diskad, och har förlorat på grund av slag en gång på 35 matcher. År 2011 var han  rankad som tredje bästa welterweight i världen av Sherdog, ESPN, MMAWeekly och USA Today.

## Karriär
Diaz gick sin första professionella MMA-match i augusti 2001 och efter att ha vunnit sju av sina nio första matcher skrev han kontrakt med organisationen Ultimate Fighting Championship (UFC) 2003. Under de följande tre åren gick Diaz 10 matcher i organisationen varav sex vinster och fyra förluster. Han mötte bland andra Sean Sherk (före detta mästare i lättvikt) och Diego Sanchez (The Ultimate Fighter-vinnare).
Diaz fick därefter inte nytt kontrakt med UFC och kontrakterades då till den japanska organisationen Pride. Han debuterade för  Pride i februari 2007 i samband med att  organisationen höll sin andra gala i USA. Han mötte då den regerande lättviktsmästaren Takanori Gomi. Diaz vann matchen via submission men resultatet ändrades senare till "no contest" då Diaz dopingtest var positivt för Tetrahydrocannabinol (THC). Matchen mot Gomi blev hans enda i Pride och han skrev istället nytt kontrakt med  organisationen EliteXC, för vilken han debuterade i september samma år. 
I januari 2010 blev Diaz mästare i weltervikt i organisationen Strikeforce efter att ha besegrat Marius Žaromskis via knockout. Diaz vann sin tionde raka match och försvarade sin Strikeforce-titel för tredje gången när han besegrade Paul Daley i april 2011.
Diaz gick en match mot Carlos Condit i UFC 143 den 4 februari 2012. Målet var att få en match mot George St-Pierre, som senare blev mästaren. Matchen gick alla fem ronder och Condit kom ut som segrare efter domarbeslut. Diaz höll inte med och sa i en intervju "Jag är klar med den här skiten, han sprang hela tiden, jag knuffade tillbaka honom till buren, fick nedtagningarna och han vann fortfarande. Jag är klar med den här skiten".
Den 16 mars 2013 återvände Diaz in för att ta sig an dåvarande welterviktsmästaren Georges St-Pierre, en match som Diaz förlorade via ett enhälligt domslut.
Efter förlusten dröjde till 31 januari 2015 innan han återigen gick match, denna gång mot före detta mellanviktsmästaren Anderson Silva, ett möte som även detta förlorades via ett enhälligt domslut. Matchresultatet i mötet mellan Nick och Silva ändrades kort därefter till "no contest", då Silva testade positivt på anabola steroider och Diaz testade positivt på THC. För det positiva resultatet blev Diaz  avstängd i fem år samt fick böta 1,4 miljoner kronor.
Diaz har en yngre bror som också tävlar i UFC. Broderns namn är Nate Diaz och tävlar i welterviktklassen (170 pounds).